# Present (Van der Graaf Generator)
Present (Nederlands: heden) is een studioalbum van Van der Graaf Generator (VdGG).
Volgens Guy Evans in het tekstboekje zagen de bandleden van VdGG elkaar regelmatig ook al was de band in 1978 uit elkaar gevallen. Die ontmoetingen vonden plaats tijdens verjaardagspartijtjes als ook een concert in 1996 in The Union Chapel. Een reünie werd eigenlijk nooit doorgezet. Daarna zagen de leden elkaar soms bij minder opbeurende gebeurtenissen als begrafenissen van voormalige crewleden. Na een aantal daarvan kwam het besef dat als ze nog ooit een reünie wilden houden de tijd begon te dringen. Evans zou daarop hebben voorgesteld om eens een aantal dagen bij elkaar te komen in Pyworthy, Evans huis. Een huiskamer werd ingericht als studio en ze begonnen met spelen en opnemen. Het resultaat was vijf nieuwe liedjes en een instrumentaal nummer aangevuld met improvisatiestukken. De band improviseerde wel vaker, maar het werd nooit vastgelegd. Na die opnamen werd er nog behoorlijk gesleuteld aan de opnamen voor een commerciële uitgave. Het uitbrengen van Present resulteerde in een tournee, waarvan opnamen zijn vastgelegd op Real time.
Voor wat betreft de muziek ging de band verder met waar zij in 1977 was gebleven. Het album sluit ondanks de lange pauze aan op het drieluik Godbluff, Still life en World record, grotendeels door de combinatie toetsen en saxofoon. 
Het album werd goed ontvangen binnen de progressieve rock/artrock, alhoewel er ook stemmen opgingen, dat dit niet de juiste benamingen voor deze muziekstijl zijn, maar er konden geen betere gevonden worden. Het resulteerde nergens tot een notering in een albumlijst, behalve in Duitsland (1 week notering) en Italië (3 weken).    

## Musici
- Peter Hammill - zang, gitaar, elektrische piano
- Hugh Banton – toetsinstrumenten en basgitaar
- David Jackson – saxofoons, dwarsfluit
- Guy Evans – drumstel

## Muziek
| Nr. | Titel                           | Duur |
| --- | ------------------------------- | ---- |
| 1.  | Every bloody emperor (Hammill)  | 6:58 |
| 2.  | Boleas panic (Jackson)          | 6:48 |
| 3.  | Nutter alert (Hammill)          | 6:07 |
| 4.  | Abandon ship! (Hammill, Evans)  | 5:03 |
| 5.  | In Babelsberg (Hammill)         | 5:28 |
| 6.  | On the beach (Hammill, Jackson) | 6:48 |

| Nr. | Titel                                                    | Duur |
| --- | -------------------------------------------------------- | ---- |
| 1.  | Volcan meld (Banton, Evans, Jackson, Hammill)            | 7:15 |
| 2.  | Double bass (Banton, Evans, Jackson, Hammill)            | 6:27 |
| 3.  | Slo moves (Banton, Evans, Jackson, Hammill)              | 6:19 |
| 4.  | Architectural hair (Banton, Evans, Jackson, Hammill)     | 8:50 |
| 5.  | Spanner (Banton, Evans, Jackson, Hammill)                | 4:57 |
| 6.  | Crux (Banton, Evans, Jackson, Hammill)                   | 5:49 |
| 7.  | Manuelle (Banton, Evans, Jackson, Hammill)               | 7:49 |
| 8.  | ‘Eavy mate (Banton, Evans, Jackson, Hammill)             | 3:47 |
| 9.  | Homage to Teo (Banton, Evans, Jackson, Hammill)          | 4:39 |
| 10. | The price of admission (Banton, Evans, Jackson, Hammill) | 8:49 |